# Habropoda miserabilis
Habropoda miserabilis är en biart som först beskrevs av Cresson 1878.  Det ingår i släktet Habropoda och familjen långtungebin. Inga underarter finns listade i Catalogue of Life.

## Beskrivning
Arten är ett stort, humleliknande bi med en kroppslängd mellan 15 och 21 mm. Grundfärgen är svart, även om hanen har en vit mask på nedre delen av ansiktet. Mellankroppen är täckt med tät, silvergrå päls. Denna återfinns även mera glest på bakkroppen. Honorna har hårborstar kallade pollenkorgar på bakbenen; dessa borstar används för att samla pollen. Vingarna är genomskinliga med svarta ribbor.

## Ekologi
Habropoda miserabilis är ett solitärt (det vill säga icke samhällsbildande) bi som flyger mellan mars och tidigt i juni. Arten besöker blommor som videväxten Salix hookeriana, ärtväxten Lathyrus littoralis och flenörtsväxten Scrophularia californica.

### Fortplantning
Hanarna kommer fram från sina underjordiska övervintringsställen tidigare än honorna, ofta tidigt i mars, och börjar genast söka efter honor. När de har funnit en hona, samlas flera hanar i en boll kring henne och kämpar för att kunna para sig med henne.
Den parade honan gräver ut ett larvbo i bar sand. Det består av en gång till ett djup av 40 till 60 cm. Gången har grenar, som var och en slutar i en cell som hon fyller med nektar och pollen som mat för larven, innan hon lägger ett ägg i cellen. Larven förpuppas under jord, och det färdiga biet övervintrar som fullbildad insekt.
Trots att arten är en solitär insekt, är det vanligt att flera honor gräver ut sina larvbon nära varandra.

## Utbredning
Arten förekommer längs USA:s stilla havskust till norra Mexiko (Baja California).

## Bildgalleri

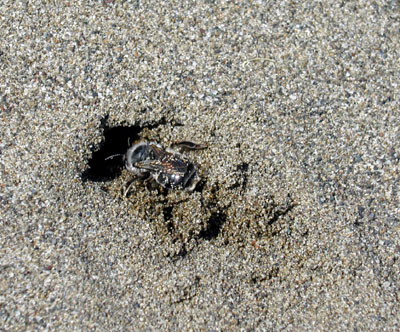
Grävande hona.
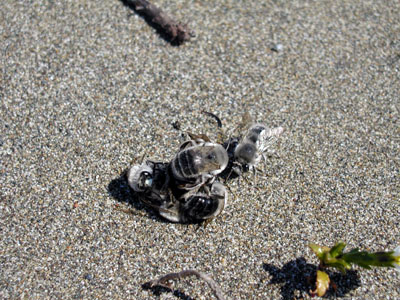
Parningsvilliga hanar bildar en boll kring en hona.